# Karel Hromádka (šachista)
Karel Hromádka (23. dubna 1887 Großweikersdorf u Hollabrunnu, Dolní Rakousy – 16. července 1956) byl český šachista.

## Šachová kariéra
V roce 1913 českým mistrem v šachu, v roce 1921 vítězem československého mistrovství. V historických tabulkách se umístil nejlépe v roce 1922, kdy byl 27. nejlepším šachistou světa. Účastnil se první neoficiální šachové olympiády v Paříži 1924, kde pomohl československému týmu získat zlaté medaile.
Jeho jménem je označována varianta indické obrany Benoni – Hromádkova indická obrana:1.d4 Jf6 2.Jf3 c5 3.d5 d6 4.c4 e5